# Festival Callatis
Festival Callatis (także Festival Mangalia; rum. Festivalul Callatis lub Festivalul Mangalia) – festiwal muzyczny i kulturalny w Rumunii. Organizowany jest corocznie w sierpniu, począwszy od 1998 roku, w portowym mieście Mangalia. Koncerty odbywają się na dużej scenie w pobliżu portu jachtowego Mangalia Marina. Oprócz rodzimych zespołów, od 2003 roku zapraszani są także zagraniczni wykonawcy. Festiwal transmitowany jest na żywo przez rumuńską telewizję publiczną (TVR).